# Przerwa Enckego
Przerwa Enckego – szczelina usytuowana w pobliżu zewnętrznej krawędzi pierścienia A Saturna. Została ona nazwana na cześć niemieckiego astronoma Johanna F. Enckego, który w 1837 roku obserwował wariacje jasności w pierścieniu A.

## Odkrycie

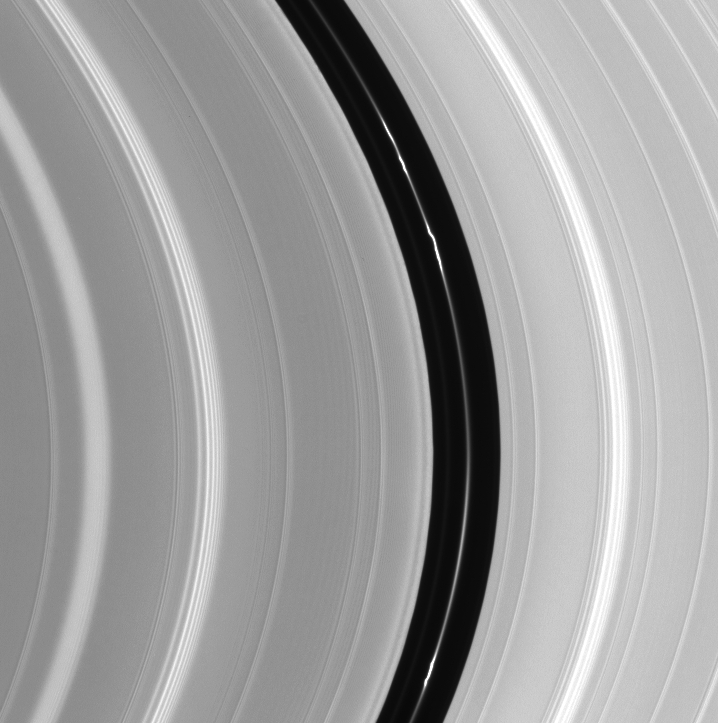
Przerwa Enckego w zbliżeniu

Nie jest pewne, kto dokonał pierwszej obserwacji tej przerwy, ale na pewno nie był to Encke. Jednym z wymienianych odkrywców jest włoski astronom, ojciec Francesco de Vico, który miał ją zaobserwować już w 1838. Z kolei według NASA, została ona odkryta dopiero w 1888 roku przez amerykańskiego astronoma Jamesa E. Keelera.

## Charakterystyka
Centrum przerwy Enckego znajduje się w odległości 133 589 kilometrów od środka planety, zaś jej szerokość wynosi 325 kilometrów. W obrębie przerwy krąży jeden z księżyców Saturna - Pan. Zdjęcia przesłane na Ziemię przez sondę Cassini-Huygens pokazały, iż przestrzeń w obrębie przerwy Enckego nie jest zupełnie pusta - znajdują się w niej co najmniej trzy (jeden z nich widoczny na zdjęciu obok) cienkie, przerywane pierścienie, które kształtuje oddziaływanie grawitacyjne z Panem.